# Benjamin Franklin Sands
Benjamin Franklin Sands (Baltimora, 11 febbraio 1811 – Washington, 30 giugno 1883) è stato un ammiraglio statunitense. Fu retroammiraglio nella United States Navy durante la guerra di secessione americana e la guerra messico-statunitense.